# Премия «Грэмми» за лучший рок-альбом
Премия Грэмми за лучший рок-альбом (англ. Grammy Award for Best Rock Album) вручается на ежегодной церемонии в США с 1995 года. Одна из самых престижных наград в современной рок-музыке является одной из примерно 100 других номинаций этой премии, которая была учреждена в 1958 году. Награда ежегодно присуждается Национальной академией искусства и науки звукозаписи за «художественные достижения, технические знания и общее превосходство в звукозаписывающей индустрии, без учёта продаж альбома и его позиции в чартах».

## История
Впервые Премия «Грэмми» за лучший рок-альбом была вручена в 1995 году. Её первым обладателем стала английская рок-группа The Rolling Stones. С тех пор название награды и её описание не изменялось. Номинируемыми являются «альбомы вокального или инструментального рока, хард-рока или металла, содержащие не менее 51 % новых песен».
Группа Foo Fighters является рекордсменом по числу выигранных наград в этой категории (4). По две награды имеют Шерил Кроу, Green Day и U2. Американские исполнители преобладают среди победителей, из других стран представлены Великобритания (3 — The Rolling Stones, Coldplay, Muse), Ирландия (2 — U2), Канада (1 — Аланис Мориссетт) и Мексика (1 — Карлос Сантана). Нил Янг был 6 раз номинирован в этой категории (рекорд), но ни разу не выиграл. Две американские группы, Dave Matthews Band и Pearl Jam, имели по 3 номинации с тем же успехом. Ниже представлен полный список всех лауреатов и номинантов на эту награду.
Церемония 2012 года в области рок-музыки стала триумфальной для одной группы. Победителем Премии «Грэмми» за лучший рок-альбом стала рок-группа Foo Fighters за свой седьмой студийный альбом «Wasting Light» (в переводе с англ. — «Испепеляющий свет»), записанный в стиле альтернативный рок (а также пост-гранж и хард-рок). Кроме того, музыка с этого альбома помогла группе победить и во всех других номинациях Грэмми по секции рок-музыки (Лучшая рок-песня; Лучшее исполнение хард-рок/метал-композиции; Лучшее исполнение рок-композиции). Диск получил множество положительных отзывов и назван «самым прямолинейным и вольнолюбивым, <…> самым честным альбомом Foo Fighters, впервые в истории плюнувших на все условности и компромиссы».

### Список победителей и номинантов
| Год  | Победитель            | Страна         | Альбом                                    | Номинанты | Фото | Ссылка        |
| ---- | --------------------- | -------------- | ----------------------------------------- | --- | ---- | ------------- |
| 1995 | The Rolling Stones    | Великобритания | Voodoo Lounge                             | - Нил Янг и Crazy Horse — Sleeps with Angels |      | [ 7 ]         |
| 1996 | Аланис Мориссетт      | Канада         | Jagged Little Pill                        | - Нил Янг — Mirror Ball |      | [ 8 ]         |
| 1997 | Шерил Кроу            | США            | Sheryl Crow                               | - Нил Янг и Crazy Horse — Broken Arrow |      | [ 9 ]         |
| 1998 | Джон Фогерти          | США            | Blue Moon Swamp                           | - U2 — Pop |      | [ 10 ]        |
| 1999 | Шерил Кроу            | США            | The Globe Sessions                        | - Hole — Celebrity Skin |      | [ 11 ]        |
| 2000 | Сантана               | Мексика · США  | Supernatural                              | - Tom Petty and the Heartbreakers — Echo |      | [ 12 ]        |
| 2001 | Foo Fighters          | США            | There Is Nothing Left to Lose             | - Rage Against the Machine — The Battle of Los Angeles |      | [ 13 ]        |
| 2002 | U2                    | Ирландия       | All That You Can't Leave Behind           | - Linkin Park — Hybrid Theory |      | [ 14 ]        |
| 2003 | Брюс Спрингстин       | США            | The Rising                                | - Tonic — Head on Straight |      | [ 15 ]        |
| 2004 | Foo Fighters          | США            | One by One                                | - Nickelback — The Long Road |      | [ 16 ]        |
| 2005 | Green Day             | США            | American Idiot                            | - Velvet Revolver — Contraband |      | [ 17 ]        |
| 2006 | U2                    | Ирландия       | How to Dismantle an Atomic Bomb           | - Нил Янг — Prairie Wind |      | [ 18 ]        |
| 2007 | Red Hot Chili Peppers | США            | Stadium Arcadium                          | - Нил Янг — Living with War |      | [ 19 ]        |
| 2008 | Foo Fighters          | США            | Echoes, Silence, Patience & Grace         | - Wilco — Sky Blue Sky |      | [ 20 ]        |
| 2009 | Coldplay              | Великобритания | Viva la Vida or Death and All His Friends | - The Raconteurs — Consolers of the Lonely |      | [ 21 ]        |
| 2010 | Green Day             | США            | 21st Century Breakdown                    | - U2 — No Line on the Horizon |      | [ 22 ]        |
| 2011 | Muse                  | Великобритания | The Resistance                            | - Нил Янг — Le Noise |      | [ 23 ]        |
| 2012 | Foo Fighters          | США            | Wasting Light                             | - Wilco — The Whole Love |      | [ 5 ]         |
| 2013 | The Black Keys        | США            | El Camino                                 | - Джек Уайт — Blunderbuss |      |               |
| 2014 | Led Zeppelin          | Великобритания | Celebration Day                           | - Black Sabbath — 13 - Дэвид Боуи — The Next Day - Kings of Leon — Mechanical Bull - Queens of the Stone Age — ...Like Clockwork - Нил Янг и Crazy Horse — Psychedelic Pill    |      | [ 24 ]        |
| 2015 | Бек                   | США            | Morning Phase                             | - Райан Адамс — Ryan Adams - The Black Keys — Turn Blue - Tom Petty and the Heartbreakers — Hypnotic Eye - U2 — Songs of Innocence                                             |      | [ 25 ]        |
| 2016 | Muse                  | Великобритания | Drones                                    | - Джеймс Бэй — Chaos and the Calm - Death Cab for Cutie — Kintsugi - Highly Suspect — Mister Asylum - Slipknot — .5: The Gray Chapter                                          |      | [ 26 ]        |
| 2017 | Cage the Elephant     | США            | Tell Me I’m Pretty                        | - Blink-182 — California - Gojira — Magma - Panic! at the Disco — Death of a Bachelor - Weezer — Weezer                                                                        |      | [ 27 ]        |
| 2018 | The War on Drugs      | США            | A Deeper Understanding                    | - Mastodon — Emperor of Sand - Metallica — Hardwired... to Self-Destruct - Nothing More — The Stories We Tell Ourselves - Queens of the Stone Age — Villains                   |      | [ 28 ] [ 29 ] |
| 2019 | Greta Van Fleet       | США            | From the Fires                            | - Alice in Chains — Rainier Fog - Fall Out Boy — Mania - Ghost — Prequelle - Weezer — Pacific Daydream                                                                         |      | [ 30 ]        |
| 2020 | Cage the Elephant     | США            | Social Cues                               | - Bring Me the Horizon — Amo - The Cranberries — In the End - I Prevail — Trauma - Rival Sons — Feral Roots                                                                    |      |               |
| 2021 | The Strokes           | США            | The New Abnormal                          | - Fontaines D.C. – A Hero's Death - Майкл Киванука – Kiwanuka - Grace Potter – Daylight - Стерджилл Симпсон – Sound & Fury                                                     |      | [ 31 ]        |
| 2022 | Foo Fighters          | США            | Medicine at Midnight                      | - AC/DC — Power Up - Black Pumas — Capitol Cuts — Live From Studio A - Крис Корнелл — No One Sings Like You Anymore Vol. 1 - Пол Маккартни — McCartney III                     |      | [ 32 ]        |
| 2023 | Оззи Осборн           | США            | Patient Number 9                          | - The Black Keys – Dropout Boogie - Элвис Костелло & The Imposters – The Boy Named If - IDLES – Crawler - Machine Gun Kelly – Mainstream Sellout - Spoon – Lucifer on the Sofa |      | [ 33 ]        |
| 2024 | Paramore              | США            | This Is Why                               | - But Here We Are — Foo Fighters - Starcatcher — Greta Van Fleet - 72 Seasons — Metallica - In Times New Roman... — Queens of the Stone Age                                    |      | [ 34 ]        |
| 2025 | The Rolling Stones    | США            | Hackney Diamonds                          | - Happiness Bastards — The Black Crowes - Romance — Fontaines D.C. - Saviors — Green Day - Tangk — Idles - Dark Matter — Pearl Jam - No Name — Джек Уайт                       |      | [ 35 ]        |